# 巴哈拉特

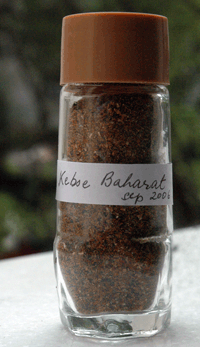
波斯湾式巴哈拉特

巴哈拉特（阿拉伯语：‎，羅馬化：bahārāt）是中东、土耳其和希腊美食中使用的香料混合物。巴哈拉特（Bahārāt）在阿拉伯语中就是香料意思。某种香料用于羊肉、鱼肉、鸡肉、牛肉、汤等食品。

## 配料

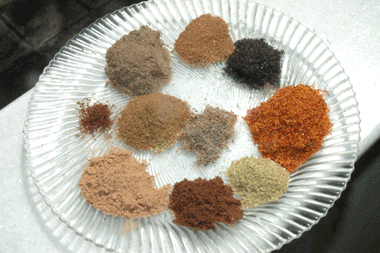
波斯湾式巴哈拉特配料

巴哈拉特配料常有：
- 甜胡椒
- 黑胡椒
- 小豆蔻种子
- 肉桂树皮
- 丁香
- 香菜种子
- 茴香种子
- 肉豆蔻
- 姜黄
- 藏红花
- 生姜
- 干红辣椒或辣椒粉

## 其他做法
土耳其巴哈拉特大部分属于薄荷。突尼西亚巴哈拉特相当简朴，指的是玫瑰花蕾和肉桂粉的混合物，通常会与黑胡椒混合。波斯湾阿拉伯国家的阿拉伯鸡肉饭配料（阿拉伯语：‎，羅馬化：kebsah）另含有干青柠（阿拉伯语：‎，羅馬化：loomi）和番红花，因此被称为“波斯湾巴哈拉特”。
巴哈拉特的典型配方是以下精细研磨成分的混合物：
- 4份黑胡椒
- 3份香菜种子
- 3份肉桂
- 3瓣丁香
- 4份孜然种子
- 1个豆蔻荚
- 3份肉豆蔻
- 6份辣椒粉